# 队报

队报（法語：L'Équipe，直译：「队」，發音：[lekip]），是法国的一份体育报纸，其所有者为阿莫里集團（简称为ÉPA）。该报纸以在足球、橄榄球、赛车及自行车竞技等方面的专业报道而著称。其前身为著名法文体育报纸《汽車報》。
该报纸为了增加发行量，于1903年创立环法自行车赛，而该赛事中著名的“黄色领骑衫”据说也与该报特有的黄色纸张有关。后来的欧洲冠军联赛也是根据队报记者加布里埃爾·阿諾的提议而创立的。

## 报社历史

### L'Auto-Vélo时期

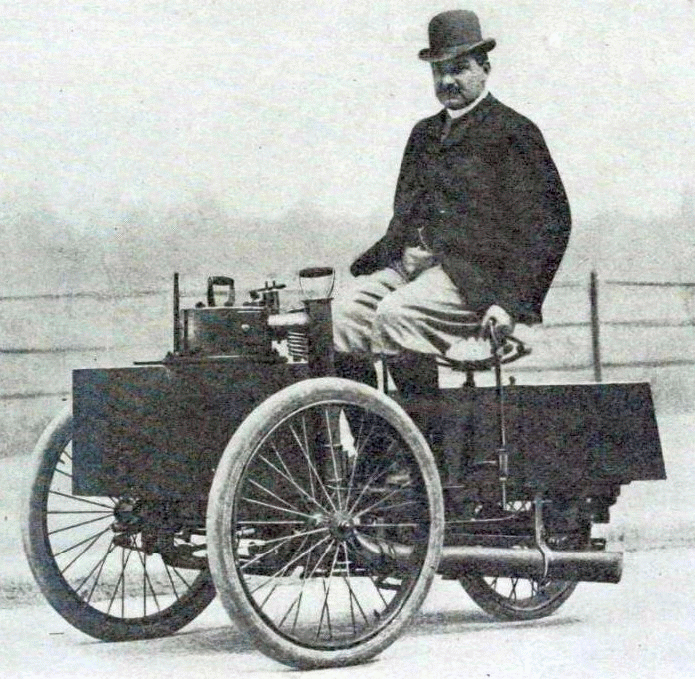
《汽車報》的创办人之一吉勒-阿爾貝爾·德迪翁

作为队报前身的《汽车報》（L'Auto）的创立，与法国历史上著名的有着密不可分的关系。在当时法国国内的反犹主义思潮的压力下，犹太人军官德雷福斯因向法国宿敌的德国通报军情为由，被提交法庭审判。法国国内舆论界围绕着该案，分裂成许多派别。在经历了不公正的审判后，德雷福斯被判有罪，并遭到流放。之后他又被宣告无罪，但该案对法国社会的分裂产生了深远的影响。
当时法国最大的体育报纸《自行车報》（Le Vélo），经常在体育报道的同时掺杂着大量政治性评论。而在关于德雷福斯案件的报道中，该报主编坚信德雷福斯是清白的，并在报纸上发表了相关文章，这触怒了该报的许多广告客户。其中包括汽车厂商朱爾-阿爾貝·德迪翁和实业家阿道夫·克莱芒、爱德华·米什兰等人。
在对《自行车報》的政治倾向彻底失望之后，这些客户联合起来，创立了一份新的报刊，名为《汽车与自行车報》（L'Auto-Vélo），希望能与《自行車報》相抗衡。而首任主编就是著名的自行车运动员亨利·德格朗热。

### L'Auto时期
1900年，L'Auto-Vélo正式创刊。但在短短的3年后，巴黎法院判定该报纸的名称与其对手Le Vélo过于近似，判令其改名。对此，报纸的管理层决定除去名字中的Vélo，将名字改为更为简明的L'Auto。同时，为了与其对手使用的绿色新闻纸加以区别，该报选用黄色的印刷纸。
在创刊初期，报纸发行量并不理想。为此，在报社内部召开的讨论会上，23岁的自行车运动兼橄榄球的报道记者热奥·勒菲弗提议举行一项在环绕法国全境的自行车大赛，以增加报纸的影响力。这就是后来的“环法自行车赛”。这项提议获得了极大成功。赛事的推广大大提高了报纸的知名度，发行量从赛事创立前的25000份增加到了赛后的65000份。之后到了1908年，发行量已跃至250000份，在1923年的环法大赛期间，每天销量达500000份。根据德斯格朗的回忆，报纸的发行量在1933年达到了创纪录的854000份。

### L'Équipe时期

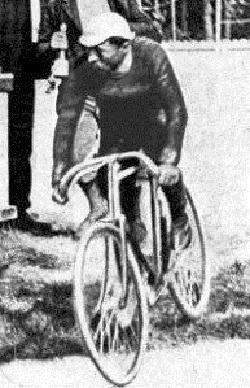
环法自行车赛的首届冠军Maurice Garin

德斯格朗于1940年去世，此后报社被德国的合资企业收购。雅克·戈代担任报纸主编，同时成为环法自行车赛的主办者。他拒绝了德国占领军在战争期间也举办这项大赛的要求。当时由于报纸大量刊登迎合纳粹占领军的文章，在二战结束后曾一度被勒令停止发行。。
雅克·戈代是L'Auto的首任财务部长的儿子。在战后法国政府对该报提起的诉讼中，他极力维护L'Auto紙，并指出曾经在该报社的印刷室里秘密印刷抵抗军的新聞和宣传页等。最终，法院以此为由，同意该报社恢复发行报纸。但政府提出的一项条件是，报纸不能继续使用原来的黄色纸张，而改用白色的新闻纸。
新的报纸在1946年2月28日复刊，每周发行3次。1948年后，该报变成日报。由于该报的竞争对手纷纷停刊，使得其发展迅速。在该报报道赛车的版面中，会用二战前报纸标题使用的印刷体将“L'Auto”印在版头，以暗示该报的前身。

### 埃米利安·阿莫里
1968年，队报被报业大亨埃米利安·阿莫里收购。当时的著名记者有皮埃尔·沙尼、安托万·布朗丹与加布里埃爾·阿諾等人。

### 菲利普·阿莫里
1977年埃米利安·阿莫里去世后，其子女围绕遗产分割，展开了长达6年的诉讼。最终双方友好协商，哥哥菲利普·阿莫里获得了日报，妹妹获得了《玛丽-弗朗斯》（Marie-France）《观点》（Point de Vue）等杂志。菲利普在此后创立了EPA集团，该新闻集团除了《队报》外，还拥有《巴黎人报》和《今日报》等报刊名牌。2006年菲利普去世后，集团所有权由其遗孀和子女继承。

### 发展历程
- 1980年，队报开始发行周六版期刊。
- 1998年8月31日，队报电视台创立。
- 2005年，周六版增加副刊《运动与健美》。
- 2006年，《L'Équipe Féminine》创刊。
- 2006年，队报收购高尔夫专业杂志《Le Journal du Golf ) 》。
- 2007年初，队报开设网页版。

## 在法国国内的发行量
|          | 1999    | 2000    | 2001    | 2002    | 2003    | 2004    | 2005    | 2006    |
| -------- | ------- | ------- | ------- | ------- | ------- | ------- | ------- | ------- |
| L'Équipe | 386,189 | 386,601 | 455,598 | 321,153 | 339,627 | 369,428 | 365,654 | 365,411 |

该报历史上最大发行量出现在1998年7月13日，即法国国家足球队赢得世界杯冠军的次日。发行量为创纪录的1,645,907份。而第二名的发行量出现在法国队赢得欧洲杯冠军的2000年7月3日，销量为1,255,633份。

## 年度最佳运动员奖

### 国際性
| 年份                         | 运动员                             | 运动项目       |
| ---------------------------- | ---------------------------------- | -------------- |
| 1980                         | 埃里克·海登                        | 速滑           |
| 1981                         | 塞巴斯蒂安·柯伊                    | 田径           |
| 1982                         | 保罗·罗西                          | 足球           |
| 1983                         | 卡尔·刘易斯                        | 田径           |
| 1984                         | 卡尔·刘易斯                        | 田径           |
| 1985                         | 谢尔盖·布勃卡                      | 田径           |
| 1986                         | 迭戈·马拉多纳                      | 足球           |
| 1987                         | 本·约翰逊*                         | 田径           |
| 1988                         | 弗洛伦斯·格里菲斯-乔伊娜           | 田径           |
| 1989                         | 格雷格·莱蒙德                      | 自行车         |
| 1990                         | 艾尔顿·塞纳                        | 赛车           |
| 1991                         | 卡尔·刘易斯                        | 田径           |
| 1992                         | 迈克尔·乔丹                        | 篮球           |
| 1993                         | 努尔丁·莫尔塞利                    | 田径           |
| 1994                         | 罗马里奥                           | 足球           |
| 1995                         | 乔纳森·爱德华兹                    | 田径           |
| 1996                         | 迈克尔·约翰逊                      | 田径           |
| 1997                         | 谢尔盖·布勃卡                      | 田径           |
| 1998                         | 齐内丁·齐达内                      | 足球           |
| 1999                         | 安德烈·阿加西                      | 网球           |
| 2000                         | 泰格·伍兹                          | 高尔夫球       |
| 2001                         | 迈克尔·舒马赫                      | 赛车           |
| 2002                         | 迈克尔·舒马赫                      | 赛车           |
| 2003                         | 迈克尔·舒马赫                      | 赛车           |
| 2004                         | 希查姆·艾爾·奎羅伊                 | 田径           |
| 2005                         | 罗杰·费德勒                        | 网球           |
| 2006                         | 罗杰·费德勒                        | 网球           |
| 2007                         | 罗杰·费德勒                        | 网球           |
| 2008                         | 尤塞恩·博尔特                      | 田径           |
| 2009                         | 尤塞恩·博尔特                      | 田径           |
| 2010                         | 拉斐尔·纳达尔                      | 网球           |
| 2011                         | 利昂內爾·梅西                      | 足球           |
| 2012年後獎項分設男子及女子組 |                                    |                |
| 2012                         | 尤塞恩·博尔特 (男子組)             | 田径           |
| 2012                         | 塞雷娜·威廉絲 (女子組)             | 网球           |
| 2013                         | 拉斐尔·纳达尔 (男子組)             | 网球           |
| 2013                         | 塞雷娜·威廉絲 (女子組)             | 网球           |
| 2014                         | 雷諾·拉維勒尼 (男子組)             | 田径           |
| 2014                         | 姬蒂·雷德基 (女子組)               | 游泳           |
| 2015                         | 尤塞恩·博尔特 (男子組)             | 田径           |
| 2015                         | 塞雷娜·威廉絲 (女子組)             | 网球           |
| 2016                         | 尤塞恩·博尔特 (男子組)             | 田径           |
| 2016                         | 西蒙·拜爾斯 (女子組)               | 体操           |
| 2017                         | 拉斐爾·納達爾 羅傑·費德勒 (男子組) | 網球           |
| 2017                         | 姬蒂·雷德基 (女子組)               | 游泳           |
| 2018                         | 馬塞爾·赫希爾 (男子組)             | 高山滑雪       |
| 2018                         | 西蒙·拜爾斯 (女子組)               | 体操           |
| 2019                         | 拉斐爾·納達爾(男子組)              | 網球           |
| 2019                         | 西蒙·拜爾斯(女子組)                | 体操           |
| 2020                         | 劉易斯·漢密爾頓(男子組)            | 一級方程式賽車 |
| 2020                         | 瑪爾特·奧爾斯布(女子組)            | 冬季兩項       |
| 2021                         | 諾瓦克·喬科維奇(男子組)            | 網球           |
| 2021                         | 伊萊恩·湯普森-赫拉(女子組)         | 田徑           |
| 2022                         | 利昂內爾·梅西(男子組)              | 足球           |
| 2022                         | 伊加·斯維亞特克(女子組)            | 網球           |
| 2023                         | 諾瓦克·喬科維奇(男子組)            | 網球           |
| 2023                         | 西蒙·拜爾斯(女子組)                | 体操           |
| 2024                         | 萊昂·馬爾尚(男子組)                | 游泳           |
| 2024                         | 西蒙·拜爾斯(女子組)                | 体操           |
| 2025                         | (男子組)                           |                |
| 2025                         | (女子組)                           |                |

*(后因被发现服用兴奋剂，被取消该奖)

## 所有者
- 1946-1984 : Jacques Goddet
- 1984-1993 : Jean-Pierre Courcol
- 1993-2002 : Paul Roussel
- 2003-2008 : Christophe Chenut
- 2008- : François Morinière

## 主编
- 1946-1954 :Marcel Oger
- 1954-1970 :Gaston Meyer
- 1970-1980 : Edouard Seidler
- 1980-1987 :Robert Parienté
- 1987-1989 : Henri Garcia
- 1989-1990 : Noel Couëdel
- 1990-1992 : Gérard Ernault
- 1993-2003 : Jérôme Bureau
- 2003- : Claude Droussent & Michel Dalloni

## 脚注
1. 1 2 3  Goddet, Jacques(1991), L'Équipée Belle, Laffont, Paris
2. ↑  Boeuf, Jean-Luc and Léonard, Yves (2003), La République du Tour de France, Seuil, France